# Solaris Urbino 12
Solaris Urbino 12 – niskopodłogowy autobus miejski z serii Solaris Urbino produkowany od 1999 r. przez polskie przedsiębiorstwo Solaris Bus & Coach w Bolechowie-Osiedlu koło Poznania. W 2014 r. zaprezentowano IV generację modelu. Produkowane są także wersje z napędem gazowym, hybrydowym lub elektrycznym, a także trolejbus Solaris Trollino 12. W ofercie jest także podmiejska wersja niskowejściowa Urbino 12 LE.
W latach 1999–2002 produkowano I generację modelu, od 2002 r. rozpoczęto produkcję II generacji, nie obejmowała ona jednak wielu zmian technicznych i stylistycznych. Te wprowadzono w 2004 r. wraz z premierą III generacji, która z kolei została zastąpiona przez IV generację zaprezentowaną w 2014 r.
Solaris Urbino 12 II generacji zajął drugie miejsce w konkursie o tytuł Autobusu Roku 2005. Był pierwszym polskim autobusem miejskim, który ubiegał się o ten tytuł. Solaris Urbino electric IV generacji jako pierwszy w historii autobus elektryczny otrzymał nagrodę Autobus Roku (Bus of the Year) 2017.

## Historia

### Geneza
W 1994 r. Krzysztof Olszewski założył spółkę Neoplan Polska, która stała się polskim przedstawicielem niemieckiego producenta autobusów Neoplan. W ofercie przedsiębiorstwa znajdowały się głównie modele niskopodłogowych (co było dużą nowością jak na ówczesny rynek autobusów miejskich w Polsce) autobusów miejskich z rodziny Neoplan Metroliner, m.in. 12-metrowy Neoplan N4016. W 1994 r. Neoplan Polska wygrał przetarg na dostawę 72 autobusów dla MPK Poznań, w związku z czym została podjęta decyzja o budowie w podpoznańskim Bolechowie-Osiedlu fabryki autobusów, którą otwarto w 1996 r.
Neoplan N4016 został wycofany z produkcji w 1998 r., a na jego miejsce została opracowana nowa wersja, mająca silnik w zabudowie wieżowej, Neoplan K4016td, nazwana Olibus. Był to pierwszy autobus od podstaw zaprojektowany i wyprodukowany przez Neoplan Polska. W latach 1998–1999 przedsiębiorstwo wyprodukowało 43 sztuki autobusów Neoplan K4016, które stały się pierwowzorem Urbino 12. Pozostałe 12-metrowe Neoplany w polskich przedsiębiorstwach transportowych pochodziły z importu, najczęściej pojazdów używanych. Od 1998 r. na autobusach Neoplan Polska zaczęto naklejać symbol zielonego jamnika, który stał się później maskotką i znakiem charakterystycznym autobusów Solaris Urbino.

### I generacja
W 1999 r. przedsiębiorstwo, jeszcze jako Neoplan Polska, rozpoczęło niezależnie produkować autobusy pod marką Solaris. Na podstawie doświadczeń z budowy poprzednich konstrukcji zaprezentowano pierwszy, prototypowy autobus Solaris Urbino 12 podczas Międzynarodowych Targów Poznańskich. Prototyp różnił się nieco od kolejnych modeli seryjnych, wyposażono go m.in. w oba lusterka wysunięte do przodu (co spotyka się raczej w autokarach niż w autobusach miejskich). Nieco inny kształt w stosunku do modeli seryjnych miały także niektóre elementy nadwozia. Prototyp został w 2000 r. zakupiony przez przedsiębiorstwo ForBus z Bydgoszczy, a później trafił do wrocławskiego Polbus-PKS. Konstrukcja opierała się na nadwoziu samonośnym. Silnik przedsiębiorstwa MAN lub DAF montowano w układzie kolumnowym (wieżowym) w tylnej części pojazdu po lewej stronie. Początkowo używano skrzyń biegów przedsiębiorstwa Voith, później także ZF. Autobusem mogło podróżować do 104 osób, w tym 29 na miejscach siedzących. Szczególną uwagę zwracał uwagę nowoczesny design autobusów Urbino, który został wykonany przez berlińskie studio FT. Wykorzystano zaokrąglone linie nadwozia, zastosowano charakterystyczną opadającą z prawej strony linię przedniej szyby, która poprawia widoczność kierowcy podczas wjazdu w zatokę przystankową. W 2001 r. Neoplan został przejęty przez MAN, jednakże Neoplan Polska jako odrębna spółka zmienił nazwę na Solaris Bus & Coach S.A.

### II generacja
II generacja Urbino 12 została wprowadzona na rynek na przełomie lat 2001/2002 i była produkowana do 2006 r. Była udoskonaloną wersją pierwszej odsłony, lecz nie wprowadzono w niej dużych zmian technicznych w stosunku do poprzedniej generacji. Przeniesiono zbiornik paliwa nad przednie nadkole, dzięki czemu możliwe było uzyskanie lepszego rozkładu wnętrza pojazdu. Wprowadzono także niewielkie zmiany kosmetyczne w wyglądzie zewnętrznym, nieznacznie zmieniono kształt przednich i tylnych reflektorów. Od II generacji Urbino 12 (w 2004 r.) wprowadzono także pochodny model tego autobusu Solaris Urbino 12 LE (LE – low entry, ang. niskowejściowy, wersja podmiejska). Przez 6 lat produkcji (1999–2005) łącznie pojazdów Solaris Urbino 12 I i II generacji wyprodukowano 582 szt., z czego 332 trafiły na rynek polski.
Solaris Urbino 12 II generacji brał udział w konkursie „Bus Euro Test 2004”, podczas którego walczył o tytuł Autobusu Roku 2005. Konkurs odbył się w Poznaniu. W efekcie konstrukcja Solarisa zajęła II miejsce, minimalnie przegrywając jednym punktem z MAN-em Lion’s City

### III generacja
W 2005 r. Solaris Bus & Coach podczas Międzynarodowych Targów Poznańskich zaprezentował nową odsłonę autobusów miejskich Urbino 12. Trzecia generacja wyróżniała się wieloma zmianami w stosunku do poprzedników. Zmieniono zewnętrzny design, wprowadzono większą ilość ostrych linii i kantów. Unowocześniono kształt świateł przednich i tylnych, wprowadzono nowe ściany przednie i tylne. Zrezygnowano także z zaokrąglonej krawędzi dachu (dzięki temu istnieje możliwość montażu wyświetlacza z boku autobusu nad oknami). Nowy design wprowadzono także w środku, zupełnie zmieniono rozplanowanie wnętrza. Zbiornik paliwa został umieszczony na podłodze za przednim nadkolem (podobnie jak w I generacji). Wszystkie autobusy Urbino 12 III generacji spełniają normę emisji spalin Euro 3 lub wyższą. W standardowym wyposażeniu znalazł się silnik DAF o mocy 183 kW (249 KM) oraz skrzynia biegów Voith DIWA.5. W kolejnych latach, wraz z postępem techniki, zmieniano jednostki napędowe na bardziej oszczędne i ekologiczne.
W trakcie targów Transexpo 2008 w Kielcach pokazano prototyp modelu Urbino 12 New Edition, który został później nazwany nieoficjalnie generacją 3,5. W dotychczasowym nadwoziu generacji trzeciej zastosowano niektóre rozwiązania projektowane dla czwartej generacji autobusów rodziny Solaris Urbino, głównie we wnętrzu pojazdu. Odnowione wnętrze jest bardziej doświetlone za pomocą lamp umieszczonych za osłoną z tworzywa sztucznego. Osłona ciągnie się przez całą długość dachu autobusu w jego środkowej części. Wprowadzono także nowe pulpity kierowcy – od tej pory klienci mogą wybierać pomiędzy trzema opcjami: przedsiębiorstwa Actia, VDO-Siemens lub konstrukcji własnej Solaris.
W latach 1999–2014 produkcja modelu Urbino 12 (wraz z Urbino 12 CNG, hybrid, electric, LE i LE CNG) na rynek polski wyniosła ponad 3800 sztuk.
Pomimo rozpoczęcia w 2015 r. seryjnej produkcji kolejnej generacji, autobusy Urbino 12 III generacji były oferowane i produkowane równolegle do końca 2017 r. Liczba produkowanych egzemplarzy III generacji była ograniczana z roku na rok.

### IV generacja
Podczas międzynarodowych targów IAA w Hanowerze 24 września 2014, po dziesiątym roku produkcji modeli III generacji, Solaris Bus & Coach zaprezentowało kolejną, IV generację autobusów marki Solaris. Polska premiera miała miejsce w październiku tego roku na Transexpo w Kielcach. Polski producent przedstawił prototyp Solarisa Urbino 12 oraz Urbino 18 w wersji z napędem konwencjonalnym. Zapowiedziano, że kolejne modele w nowej odsłonie będą prezentowane na przestrzeni lat. Nowe autobusy mają trwalszą, lżejszą oraz bardziej dopracowaną pod względem designu oraz innych możliwości konstrukcję w porównaniu z modelami poprzedniej generacji. Zredukowany został również poziom hałasu oraz poziom wibracji w całym pojeździe. Zwiększona została liczba siedzeń dostępnych z niskiej podłogi do 16 (wraz z pozostałymi ponad 30 miejsc). Cały autobus został oświetlony w technologii LED. Nowością w nowych autobusach jest zastosowanie „światła pośredniego”, które ma ułatwić kierowcy jazdę po zmierzchu. W autobusach zamontowano również system kontroli trakcji (ASR) oraz system ESP w celu bezpieczniejszego prowadzenia pojazdu na zakrętach. Wszystkie autobusy IV generacji spełniają normę emisji spalin Euro 6. Obniżono wysokość szyby przedniej, a kabina kierowcy została podniesiona o 50 mm, dzięki czemu kierowca posiada większe pole widzenia w trakcie jazdy. Pojazd stał się również stabilniejszy i bezpieczniejszy dzięki obniżeniu go o 50 mm (z zachowaniem tej samej wysokości wnętrza autobusu). Szerokość drzwi w nowym Urbino 12 to 1250 mm, jako opcję producent oferuje drzwi o szerokości 1350 mm. Wysokość drzwi wynosi między 1970 mm a 2000 mm. W nowych Solarisach Urbino IV generacji autobusy można wyposażyć w następujące pulpity: dotykowy pulpit znany z wersji Urbino electric oraz Tramino, nowy pulpit VDO Siemens lub standardowy pulpit Solarisa w udoskonalonej wersji (która była już stosowana także wcześniej w autobusach III generacji, m.in. dla MPK Radom i MPK Częstochowa). Seryjna produkcja pojazdów nowej generacji ruszyła w styczniu 2015 r. Pierwszym odbiorcą był przewoźnik z niemieckiego Monachium, natomiast w Polsce pierwsze egzemplarze trafiły do MZK Wejherowo i MZK Grudziądz.
W październiku 2018 r. podczas targów Transexpo w Kielcach zaprezentowano facelifting całej rodziny Solaris Urbino. Zmieniono kształt przednich reflektorów, zastosowane inne wyprofilowanie przedniej ściany i górnych osłon przy dachu, co poprawia aerodynamikę pojazdu, a także zmieniono kształt przedniej szyby, dzięki czemu uzyskano lepszą widoczność z kabiny kierowcy. Początkowo zaprezentowano 12-metrową wersję hybrydową i elektryczną w nowym designie, a także Urbino 12 LE lite hybrid, jednak nowe wzornictwo ma zostać wprowadzone we wszystkich modelach Urbino. Pierwsze autobusy w takiej konfiguracji – hybrydowe Urbino 12 – dostarczono do Pabianic.
Ceny autobusów Solaris Urbino 12 są zależne głównie od zastosowanego typu napędu, ale także m.in. zamówionego wyposażenia dodatkowego, czy też ilości zamawianych pojazdów w kontrakcie (najczęściej zamawianych jest kilka lub kilkanaście sztuk, lecz zdarzają się także jednorazowe zamówienia na ponad 50 lub nawet ponad 100 pojazdów). W przypadku autobusów z silnikiem Diesla cena netto jednego pojazdu utrzymuje się na poziomie 900 000–1 100 000 PLN. Model gazowy stanowi koszt ok. 1,1 mln, natomiast hybrydowy rzędu 1,4–1,5 mln PLN. Najdroższa wersja elektryczna jest oferowana w cenach ok. 2–2,5 mln PLN. W podobnych kwotach mieszczą się także ceny trolejbusów Solaris Trollino 12.

## Dane techniczne III i IV generacji
|                                  |                  | III generacja                                                     | III generacja                                       | III generacja                                           | III generacja                                       | III generacja                                       | III generacja                                | III generacja | IV generacja                                                      | IV generacja                                        | IV generacja                                                      | IV generacja                                          | IV generacja                                        | IV generacja                                                         | IV generacja                                                                             |
|                                  |                  | Urbino 12                                                         | Urbino 12 CNG                                       | Urbino 12 LE                                            | Urbino 12 LE CNG                                    | Urbino 12 Hybrid Eaton                              | Urbino 12 electric                           | Trollino 12 | Urbino 12                                                         | Urbino 12 CNG                                       | Urbino 12 LE                                                      | Urbino 12 LE lite hybrid                              | Urbino 12 hybrid                                    | Urbino 12 electric                                                   | Trollino 12                                                                              |
| DANE PODSTAWOWE:                 | DANE PODSTAWOWE: | DANE PODSTAWOWE:                                                  | DANE PODSTAWOWE:                                    | DANE PODSTAWOWE:                                        | DANE PODSTAWOWE:                                    | DANE PODSTAWOWE:                                    | DANE PODSTAWOWE:                             | DANE PODSTAWOWE: | DANE PODSTAWOWE:                                                  | DANE PODSTAWOWE:                                    | DANE PODSTAWOWE:                                                  | DANE PODSTAWOWE:                                      | DANE PODSTAWOWE:                                    | DANE PODSTAWOWE:                                                     | DANE PODSTAWOWE:                                                                         |
| -------------------------------- | ---------------- | ----------------------------------------------------------------- | --------------------------------------------------- | ------------------------------------------------------- | --------------------------------------------------- | --------------------------------------------------- | -------------------------------------------- | --- | ----------------------------------------------------------------- | --------------------------------------------------- | ----------------------------------------------------------------- | ----------------------------------------------------- | --------------------------------------------------- | -------------------------------------------------------------------- | ---------------------------------------------------------------------------------------- |
| Długość                          | [mm]             | 12 000                                                            | 12 000                                              | 12 000                                                  | 12 000                                              | 12 000                                              | 12 000                                       | 12 000 | 12 000                                                            | 12 000                                              | 12 000                                                            | 11 840                                                | 12 000                                              | 12 000                                                               | 12 000                                                                                   |
| Wysokość                         | [mm]             | 2850                                                              | 3400                                                | 3000                                                    | 3300                                                | 2850                                                | 3250                                         | 3490 | 3040-3200                                                         | 3250                                                | 3180-3410                                                         | 3200                                                  | 3100                                                | 3300                                                                 | 3450                                                                                     |
| Szerokość                        | [mm]             | 2550                                                              | 2550                                                | 2550                                                    | 2550                                                | 2550                                                | 2550                                         | 2550 | 2550                                                              | 2550                                                | 2550                                                              | 2550                                                  | 2550                                                | 2550                                                                 | 2550                                                                                     |
| Rozstaw osi                      | [mm]             | 5900                                                              | 5900                                                | 5900                                                    | 5900                                                | 5900                                                | 5900                                         | 5900 | 5900                                                              | 5900                                                | 5850-5900                                                         | 5900                                                  | 5900                                                | 5900                                                                 | 5900                                                                                     |
| Zwis przedni/tylny               | [mm]             | 2700/3400                                                         | 2700/3400                                           | 2700/3400                                               | 2700/3400                                           | 2700/3400                                           | 2700/3400                                    | 2700/3400 | 2700/3400                                                         | 2700/3400                                           | 2700-2750/3400                                                    | 2550/3240                                             | 2700/3400                                           | 2700/3400                                                            | 2700/3400                                                                                |
| Kąt natarcia/zejścia             | [°]              | 7/7                                                               | 7/7                                                 | 7/7                                                     | 7/7                                                 | 7/7                                                 | 7/7                                          | 7/7 | 7/7                                                               | 7/7                                                 | 7-8/7                                                             | 7/7                                                   | 7/7                                                 | 7/7                                                                  | 7/7                                                                                      |
| UKŁAD NAPĘDOWY:                  |                  |                                                                   |                                                     |                                                         |                                                     |                                                     |                                              | |                                                                   |                                                     |                                                                   |                                                       |                                                     |                                                                      |                                                                                          |
| Silnik                           |                  | 1) Cummins ISB.7E6 250B lub 280 B 2) DAF MX11 210 lub 240 lub 271 | Cummins ISLG8.9E6 320                               | 1) Cummins ISB.7E6 250B 2) DAF MX11 210 lub 240 lub 271 | Cummins ISLG8.9E6 320                               | 1) Cummins ISB6.7 225 H 2) Cummins ISB6.7 EV 300    | 4-polowy centralny silnik asynchroniczny     | 1) CEGELEC TV Europulse 6-polowy asynchroniczny 2) MEDCOM 175-600 6-polowy 3) Škoda BlueDrive 4-polowy lub 6-polowy 4) Vossloh-Kiepe 4-polowy | 1) Cummins ISB.7E6 250B lub 280 B 2) DAF MX11 210 lub 240 lub 271 | 1) Cummins ISLG 8.9 E6 320 2) Cummins ISLG 6C 320   | 1) Cummins ISB.7E6 250B lub 280 B 2) DAF MX11 210 lub 240 lub 271 | 1) Cummins ISB 4,5 E6C 210B 2)Cummins ISB6,7 E6C 250B | Cummins ISB 4,5 E6C 210H                            | 1) 4-polowy centralny silnik asynchroniczny2) silnik w osi ZF AVE130 | 1) MEDCOM ANT 175-600 asynchroniczny 6-polowy 2) Škoda BlueDrive asynchroniczny 4-polowy |
| Moc silnika                      | [kW]             | 1) 187 lub 209 2) 210 lub 240 lub 271                             | 239                                                 | 1) 187 2) 210 lub 240 lub 271                           | 239                                                 | 1) 162 2) 221                                       | 160                                          | 1) 175 2) 175 3) 160 lub 175 4) 160 | 1) 187 lub 209 2) 210 lub 240 lub 271                             | 239                                                 | 1) 187 lub 209 2) 210 lub 240 lub 271                             | 1) 157 2) 187                                         | 157                                                 | 2 × 60                                                               | 1) 175 2) 160                                                                            |
| Skrzynia biegów                  |                  | 1) Voith DIWA.6 2) ZF Ecolife 3) Allison Torqmatic                | 1) Voith DIWA.6 2) ZF Ecolife                       | 1) Voith DIWA.6 2) ZF Ecolife                           | 1) Voith DIWA.6 2) ZF Ecolife                       |                                                     |                                              | | 1) Voith DIWA.6 2) ZF Ecolife                                     | 1) Voith DIWA.6 2) ZF Ecolife                       | 1) Voith DIWA.6 2) ZF Ecolife                                     | 1) Voith DIWA.6 2) ZF Ecolife                         |                                                     |                                                                      |                                                                                          |
| Oś przednia                      |                  | 1) ZF RL 75 EC (niezależna) 2) ZF RL 85 A (sztywna)               | 1) ZF RL 75 EC (niezależna) 2) ZF RL 85 A (sztywna) | 1) ZF RL 75 EC (niezależna) 2) ZF RL 85 A (sztywna)     | 1) ZF RL 75 EC (niezależna) 2) ZF RL 85 A (sztywna) | 1) ZF RL 75 EC (niezależna) 2) ZF RL 85 A (sztywna) | 1) ZF RL 55 2) ZF RL 75 EC (osie niezależne) | 1) ZF RL 75 EC (niezależna) 2) ZF RL 85 A | 1) ZF RL 82 EC (niezależna) 2) ZF RL 85 A (sztywna)               | 1) ZF RL 82 EC (niezależna) 2) ZF RL 85 A (sztywna) | 1) ZF RL 82 EC (niezależna) 2) ZF RL 85 A (sztywna)               | 1) ZF RL 82 EC (niezależna) 2) ZF RL 85 A (sztywna)   | 1) ZF RL 82 EC (niezależna) 2) ZF RL 85 A (sztywna) | 1) ZF RL 82 EC (niezależna) 2) ZF RL 85 A (sztywna)                  | 1) ZF RL 82 EC (niezależna) 2) ZF RL 85 A (sztywna)                                      |
| Oś tylna                         |                  | ZF AV 132                                                         | ZF AV 132                                           | ZF AV 132                                               | ZF AV 132                                           | ZF AV 132                                           | ZF AV 132                                    | ZF AV 132 | ZF AV 133                                                         | ZF AV 133                                           | ZF AV 132II                                                       | DANA G 150                                            | ZF AV 133                                           | 1) ZF AV 133 2) Oś portalowa z silnikami w piastach ZF               | ZF AV 133                                                                                |
| Zbiornik paliwa                  | [l]              | 250 lub 350                                                       | 6 × 214 lub 7 × 214                                 | 300                                                     | 6 × 214                                             | 250 lub 350                                         |                                              | | 200 lub 310                                                       | 4 × 315 lub 5 × 315 lub 5 × 340                     | 200 lub 310                                                       | 180                                                   | 200 lub 310                                         |                                                                      |                                                                                          |
| Zbiornik AdBlue                  | [l]              | 40 lub 50                                                         |                                                     | 40 lub 50                                               |                                                     | 40                                                  |                                              | | 40 lub 50                                                         |                                                     | 40 lub 50                                                         | 40                                                    | 40                                                  |                                                                      |                                                                                          |
| NADWOZIE:                        |                  |                                                                   |                                                     |                                                         |                                                     |                                                     |                                              | |                                                                   |                                                     |                                                                   |                                                       |                                                     |                                                                      |                                                                                          |
| Układ drzwi                      |                  | 2-2-2 2-2-0 1-2-2 1-2-0                                           | 2-2-2 2-2-0 1-2-2 1-2-0                             | 2-2-1 2-2-0 1-2-1 1-2-0                                 | 2-2-1 2-2-0 1-2-1 1-2-0                             | 2-2-2 2-2-0 1-2-2 1-2-0                             | 2-2-2 2-2-0 1-2-2 1-2-0                      | 2-2-2 2-2-0 1-2-2 1-2-0 | 2-2-2 2-2-0 1-2-2 1-2-0                                           | 2-2-2 2-2-0 1-2-2 1-2-0                             | 2-2-1 2-2-0 1-2-1 1-2-0                                           | 2-2-1 2-2-0 1-2-1 1-2-0                               | 2-2-2 2-2-0 1-2-2 1-2-0                             | 2-2-2 2-2-0 1-2-2 1-2-0                                              | 2-2-2 2-2-0 1-2-2 1-2-0                                                                  |
| Liczba miejsc siedzących (maks.) |                  | 43+1                                                              | 49+1                                                | 47+1                                                    | 46+1                                                | 37+1                                                | 34+1                                         | 34+1 | 40+1                                                              | 37+1                                                | 47+1                                                              | 41+1                                                  | 37+1                                                | 37+1                                                                 | 39+1                                                                                     |

## Konstrukcje powstałe na bazie Solarisa Urbino 12

### Solaris Trollino 12
Prototyp trolejbusu Solaris Trollino 12 powstał przy współpracy Solarisa z PKT Gdynia na bazie modelu Urbino 12 I generacji w 2001 r. Powstał on na terenie zajezdni w Gdyni. W 2002 r. Solaris rozpoczął seryjną produkcję trolejbusów na bazie autobusów Urbino 12 II generacji. Wykorzystywano silniki elektryczne przedsiębiorstw Pragoimex lub Ganz Transelektro. Solarisy Trollino 12 szybko zdobyły popularność w wielu krajach Europy, m.in. w Czechach, Niemczech i krajach nadbałtyckich. W późniejszych latach w zakresie napędów do trolejbusów Solaris nawiązał współpracę także z czeskim przedsiębiorstwem Cegelec oraz polskim Medcom. Od 2006 r. produkowana jest III generacja Trollino, a od 2018 na ulice mają wyjechać pierwsze egzemplarze oparte na IV generacji. W 2009 r. w wyniku współpracy pomiędzy przedsiębiorstwami Solaris a Škoda Transportation powstał trolejbus Škoda 26Tr Solaris wykorzystujący nadwozie Solarisa i układ napędowy Škody.
W 2015 r. do Gdyni dostarczono 1000. trolejbus marki Solaris. Trolejbusy Solaris Trollino 12 są eksploatowane m.in. w Gdyni, Tychach, Lublinie, Ostrawie, Rzymie, Tallinnie, Rydze i Wilnie.

### Solaris Urbino 12 LE i Urbino 12 LE lite hybrid
Pierwszy autobus Solaris Urbino 12 LE (ang. Low Entry – niskowejściowy) należący do II generacji Urbino został zaprezentowany we wrześniu 2004 r. W nowym modelu silnik został zabudowany nie wieżowo, jak dotychczas,
lecz płasko w tylnej części pojazdu. Za drugimi drzwiami umieszczono schody, którymi pasażerowie mogą dostać się do tylnej części pojazdu z wyższą podłogą. Wnętrze zostało podwyższone – nowy autobus ma wysokość 3000, a nie 2850 mm. Zastosowano układ drzwi 2-2-1. Jednostkę napędową stanowił silnik Iveco Cursor o mocy 180 kW (244 KM). Prototyp trafił później do przewoźnika DPO z Ostrawy, gdzie został przerobiony na wóz techniczny.
Jeszcze w tym samym roku Solaris podczas targów IAA w Hanowerze zaprezentował model Urbino 12 LE III generacji. Nowy autobus konstrukcyjnie zawierał rozwiązania z prototypowego egzemplarza II generacji, zmienił się jedynie wygląd zewnętrzny. W późniejszych latach silniki Iveco zastąpiono przez bardziej ekologiczne jednostki napędowe DAF. W 2007 r. zaprezentowano wersję Urbino 12 LE z napędem przedsiębiorstwa Cummins na gaz CNG, która trafiała głównie na rynki skandynawskie.
W 2015 r. podczas targów Busworld w Kortrijk Solaris zaprezentował nową odsłonę Urbino 12 LE. Bazuje ona na niskopodłogowym modelu Urbino 12 IV generacji, lecz wprowadzono w niej szereg zmian konstrukcyjnych. Postawiono na maksymalne ujednolicenie z modelem niskopodłogowym, dzięki czemu mogą zostać obniżone koszty produkcji. Nowością są wyższa linia okien w tylnej części pojazdu oraz podwyższenie dachu za drugimi drzwiami. Autobus IV generacji napędzany jest silnikiem Cummins Euro 6, opcjonalnie silnik DAF. Skrzynia biegów przedsiębiorstwa Voith lub ZF. Pierwsze Urbino 12 LE IV generacji trafiły do austriackiego przedsiębiorstwa Postbus, gdzie wożą pasażerów na lotnisko w Wiedniu.
W 2018 r. zaprezentowano autobus Solaris Urbino 12 LE lite hybrid, który stanowi rozwinięcie konstrukcji niskowejściowego Urbino 12. Projektanci skupili się na maksymalnym obniżeniu zużyciu paliwa. Autobus w teście SORT 2 uzyskał zużycie paliwa na poziomie poniżej 30 l na 100 km. W tym celu maksymalnie obniżono masę własną do 9 t. Wykorzystano układ jezdny znany z modelu Urbino 8,9 LE electric. Jednostkę napędową stanowi oszczędny silnik Cummins o pojemności 4,5 l i mocy 210 KM lub opcjonalnie 6,7 l o mocy 250 KM oraz slinik elektryczny o mocy znamionowej 11,5 kW, którego zadaniem jest rekuperacja energii z hamowania.

### Solaris Urbino 12 Ü

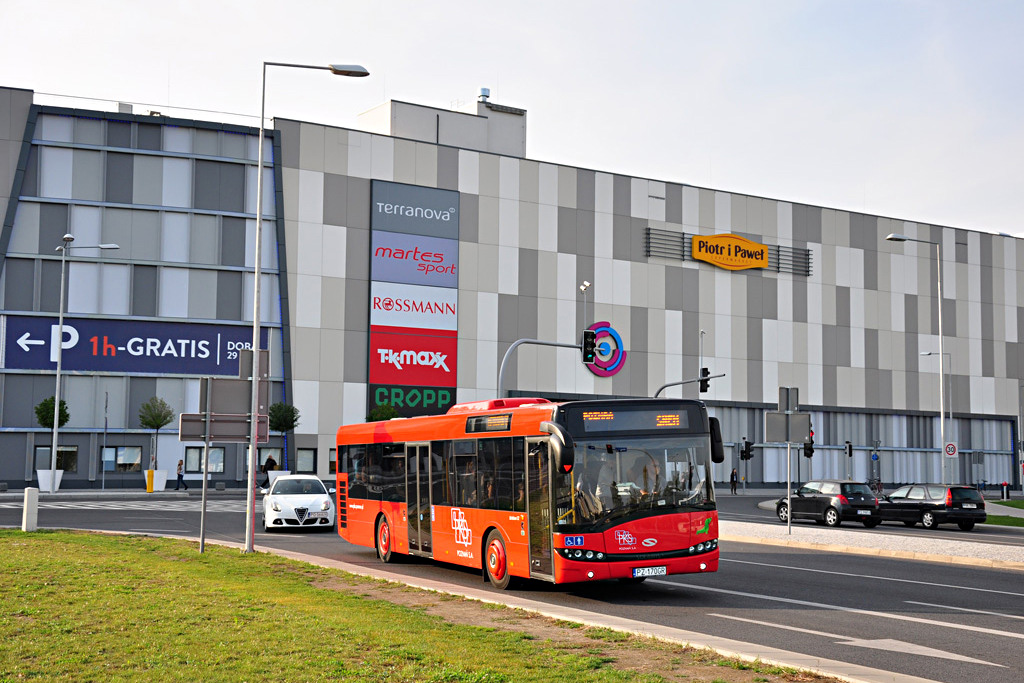
Solaris Urbino 12 Ü w barwach PKS Poznań

Pośredni między autobusami typowo miejskimi a międzymiastowymi jest podmiejski model Solaris Urbino 12 Ü (od niem. Überland – podmiejski, regionalny), który zadebiutował na targach IAA Nutzfahrzeuge w Hanowerze we wrześniu 2012 r. W przeciwieństwie do modeli Low Entry, jest on niemal całkowicie niskopodłogowy. Zamiast klasycznej zabudowy wieżowej zastosowano w nim zabudowę amfiteatralną z leżącym silnikiem z rodziny MAN D20. Jednostka MAN D2066 LUH 48 o pojemności 10,5 dm³ posiada moc maksymalną 265 kW (360 KM) i współpracuje z automatycznymi skrzyniami biegów Voith DIWA 5 lub ZF Ecolife. Z przodu zamontowano niezależnie zawieszoną oś ZF RL 75 EC, zaś z tyłu oś napędową ZF AV 132. Do 44 powiększono liczbę miejsc siedzących, umieszczonych na podestach. Drzwi zamontowano w układzie 1-2-0, alternatywnie 2-2-0. W opcji jest m.in. klimatyzator Webasto Spheros.
Produkcja zakończyła się jednak tylko na jednym egzemplarzu, który jest eksploatowany przez PKS Poznań. W ofercie międzymiastowej Solarisa spośród autobusów 12-metrowych pozostały jedynie modele Urbino 12 LE i InterUrbino 12.

### Solaris Urbino 12 CNG

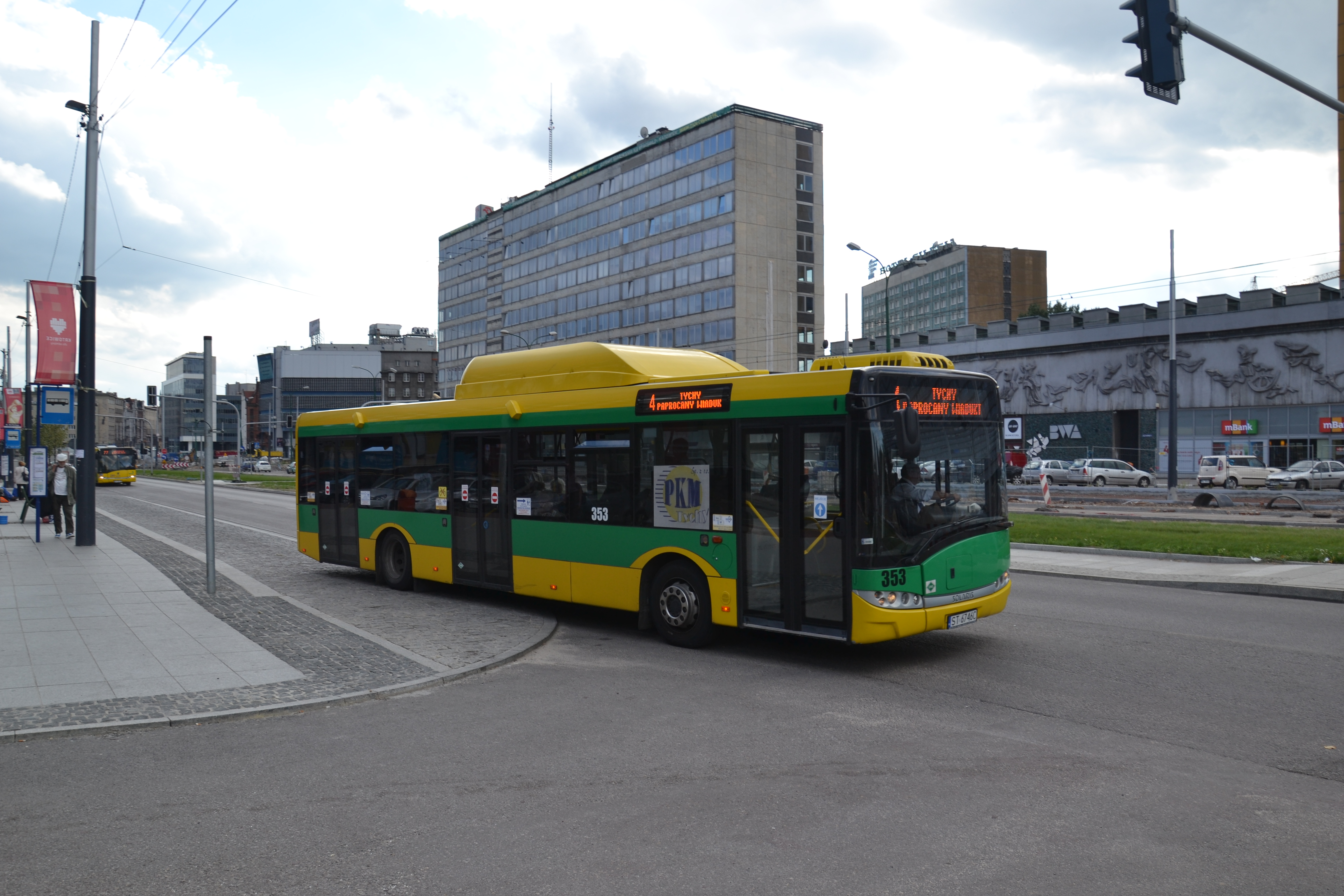
Solaris Urbino 12 CNG III generacji w barwach PKM Tychy

Wraz z wprowadzeniem III generacji autobusów Solaris Urbino 12 w 2005 r. wprowadzony został model Solaris Urbino 12 CNG napędzany sprężonym gazem ziemnym lub biogazem. Dzięki takiemu rozwiązaniu możliwa jest redukcja emisji szkodliwych substancji o około 85%. Butle z gazem o pojemności 6 × 214 l = 1284 l umieszczono na dachu pojazdu, stąd wyróżniają się one „garbem” w środkowej części. Początkowo stosowano napędy produkcji przedsiębiorstwa Iveco, później zrezygnowano z nich na rzecz silników Cummins o mocy 239 kW (317 KM). Autobusy napędzane gazem spotkały się z dużym zainteresowaniem głównie ze strony przewoźników z krajów skandynawskich.
W 2016 r. zaprezentowano nową, IV generację modelu Urbino 12 CNG. Bazował on na rozwiązaniach znanych z poprzedniej generacji. Zwiększono pojemność butli z gazem (5 × 325 l = 1275 l; opcja: 1260 l lub 1875 l). Nie zmieniono natomiast jednostki napędowej, która nadal bazuje na silniku Cummins ze skrzynią biegów ZF EcoLife lub Voith DIWA.6. Pierwsze w Polsce egzemplarze nowego Urbino 12 CNG trafiły do Transgóru Mysłowice.
W Polsce autobusy Solaris Urbino 12 CNG są eksploatowane m.in. w Tychach, Toruniu, Radomiu, Przemyślu, Rzeszowie i Zamościu.

### Solaris Urbino 12 hybrid
. W drugiej połowie 2009 r., na bazie trzeciej generacji Urbino 12, powstał prototyp 12-metrowego modelu Solaris Urbino 12 Hybrid. Zadebiutował on podczas targów Busworld w Kortrijk w październiku 2009 r. Produkcja seryjna została rozpoczęta w 2010 r.

#### Eaton
W Urbino 12 hybrid zastosowano równoległy układ hybrydowy Eaton HDU amerykańskiego przedsiębiorstwa Eaton. Składa się on m.in. ze zautomatyzowanej 6-biegowej skrzyni biegów Eaton i jednego silnika elektrycznego o mocy maksymalnej 44 kW (60 KM). W normalnym ruchu jest to moc około 28 kW (38 KM). Współpracuje on z silnikiem wysokoprężnym Cummins ISB6.7EV 225B, spełniającym wymogi normy EEV (później Euro 6), o mocy maksymalnej 165 kW (224 KM) i pojemności skokowej 6,7 dm³. Skrzynia biegów Eaton przekazuje napęd na tylną oś. Wszystkie baterie litowo-jonowe japońskiego przedsiębiorstwa Hitachi zostały umieszczone pod podestami we wnętrzu pojazdu. Dzięki temu wygląd autobusu nie różnił się od zasilanego tradycyjnym silnikiem wysokoprężnym. Układ hybrydowy działa podobnie jak system Start-Stop znany z samochodów osobowych. Umożliwia bardzo ciche ruszanie oraz dojeżdżanie do przystanków z silnikiem wysokoprężnym pracującym na wolnych obrotach. Po osiągnięciu pewnej prędkości elektryczny siłownik sprzęgła (ECA) załącza sprzęgło i zaczyna pracować silnik Diesla. Wówczas skrzynia biegów działa jako przekładnia sumująca. W podwoziu stosowane są osie: przednia ZF RL 75 EC i tylna ZF AV 132.

#### Škoda
W ramach III generacji Urbino (I Urbino hybrid) Solaris opracował także autobus hybrydowy na bazie napędu dostarczanego przez przedsiębiorstwo Škoda Transportation. Autobusy te wyposażono w równoległy układ hybrydowy obejmujący silnik trakcyjny Škoda 4ML34444 K/4 o mocy 160 kW (218 KM), generator przedsiębiorstwa Kiepe oraz baterie trakcyjne. Funkcję silnika spalinowego pełniła jednostka napędowa Cummins o mocy 162 kW (220 KM) spełniająca normę emisji spaline EEV, a później także Euro 6. Autobusy te zostały także wyposażone we wtyczkę plug-in, która pozwalała na doładowywanie w zajezdni baterii trakcyjnych, dzięki czemu mógł zostać zwiększony udział silnika elektrycznego w napędzaniu pojazdu. Podobnie jak Urbino 12 Hybrid Eaton, zastosowano osie ZF. Podobny jest także sposób działania układu hybrydowego. Autobusy z napędem hybrydowym Škoda Transpotation różniły się z wyglądu od pojazdów opartych na napędach Eaton za sprawą nadbudowy na dachu, która maskowała baterie trakcyjne. Autobusy te były oferowane głównie na rynek czeski i słowacki.

#### BAE Systems
Solaris był pierwszym na świecie producentem autobusów, który w 2006 r. zaprezentował seryjny autobus hybrydowy. Był to przegubowy model Urbino 18 hybrid
Wraz z wprowadzeniem na rynek autobusów IV generacji Urbino, Solaris zakończył współpracę z przedsiębiorstwami Škoda oraz Eaton (ta ostatnia wycofała się zupełnie z produkcji napędów hybrydowych, natomiast konstrukcje oparte na rozwiązaniach Škody nie spotkały się z większym zainteresowaniem klientów). Ostatnie hybrydy III generacji Urbino Solaris dostarczył w grudniu 2016 r. spółce Arriva dla obsługi linii miejskich w Warszawie. Konstrukcja tych autobusów była oparta na napędzie Eaton.
We wrześniu 2016 r., podczas targów IAA w Hanowerze, Solaris zaprezentował autobusy Solaris Urbino 12 hybrid na bazie rozwiązań szeregowych HybriDrive przedsiębiorstwa BAE Systems. Główną rolę odgrywa silnik elektryczny o mocy ciągłej 120 kW (163 KM) oraz generator o mocy 140 kW. Silnik Diesla przedsiębiorstwa Cummins o mocy 157 kW (Euro 6) został umieszczony w kolumnie silnikowej, podobnie jak w odpowiednikach z tradycyjnym napędem. Dzięki temu układ siedzeń w autobusie jest taki sam jak w modelach bez wspomagania elektrycznego. Baterie o łącznej pojemności 11,6 kWh zostały umieszczone na dachu autobusu. Jednocześnie Solaris zapowiedział, iż w przyszłości będzie możliwość zamontowania baterii o większej pojemności. Jako opcja nowe autobusy Urbino 12 hybrid mogą zostać wyposażone w systemy Stop and Go (wyłączenie silnika spalinowego podczas postoju na przystanku i bezemisyjne opuszczenie go) oraz Arrive nad Go (wyłączenie silnika spalinowego już podczas przyjeżdżania na przystanek). Główne zalety napędu hybrydowego nad konwencjonalnym to niższy poziom hałasu, niższa emisja spalin oraz zużycie paliwa niższe o ok. 20%.
W lutym 2017 r. Solaris podpisał rekordowy kontrakt na dostawę 208 autobusów hybrydowych Urbino 12 hybrid IV generacji dla belgijskiego przewoźnika Société Régionale Wallonne du Transport (SRWT) z Walonii. Dostawy zaplanowano na lata 2017–2019, a wartość zamówienia opiewa na kwotę 105 mln euro.

### Solaris Urbino 12 mild hybrid
W 2020 r. do oferty producenta wdrożono nowy model Urbino 12 mild hybrid stanowiący rozwinięcie technologii rekuperacji energii z hamowania. Jest on wyposażony w elektryczną jednostkę napędową o mocy mniejszej niż ma to miejsce w przypadku modelu Urbino 12 hybrid oraz w system magazynowania energii o mniejszej pojemności – pozwalający na zmagazynowanie energii z hamowania z prędkości ok. 60 km/h. Dzięki takiej technologii autobus jest tańszy w zakupie od modelu Urbino 12 hybrid, jednak uzyskana jest niższa emisja spalin w stosunku do modelu z tradycyjnym napędem tylko spalinowym oraz niższa w stosunku do wymaganej normą emisji spalin Euro 6.
 

### Solaris Urbino 12 electric
Na targach IAA Nutzfahrzeuge w Hanowerze we wrześniu 2012 r. zadebiutował prototyp modelu Solaris Urbino 12 electric oparty na III generacji Solarisa Urbino. Pierwszy seryjny egzemplarz trafił w trzecim kwartale 2013 r. do przedsiębiorstwa Braunschweiger Verkehrs AG z Brunszwiku w Niemczech. Odbyło się to w ramach pilotażowego programu badawczo-wdrożeniowego finansowanego przez niemieckie federalne Ministerstwo Transportu. Napęd III generacji Urbino 12 electric został oparty na 4-polowym silniku Vossloh Kiepe o mocy 160 kW (1400 Nm). Możliwe było także zastosowanie standardowych osi napędowych ZF. Energia jest magazynowana w bateriach litowo-jonowych o pojemności 210 kWh przy napięciu znamionowym 600 V, które umieszczone zostały w nadbudowie na dachu. Ładowanie początkowo było możliwe wyłącznie przez złącze plug-in, później zastosowano technologię indukcyjną PRIMOVE kanadyjskiej przedsiębiorstwa Bombardier oraz ładowanie przez pantograf. Ponadto autobusy wyposażone są w system odzyskiwania energii z hamowania.
Podczas targów Busworld w Kortrijk w październiku 2015 r. W standardowym wyposażeniu znalazły się silniki w piastach kół produkcji ZF. Opcjonalnie pojazd można wyposażyć w asynchroniczny silnik centralny. Zwiększono także pojemność baterii na dachu autobusu. Autobus ten brał udział w międzynarodowym konkursie Bus Euro Test 2016, w którego trakcie pokonał swoich rywali i uzyskał tytuł Autobusu Roku 2017.
Autobusy Solaris Urbino 12 electric są eksploatowane m.in. w Berlinie, Hamburgu, Jaworznie, Warszawie, Krakowie oraz Oslo.

### Solaris Urbino 12 hydrogen
W 2018 r. zapowiedziano na kolejny rok premierę autobusu elektrycznego Solaris, w którym energia elektryczna będzie wytwarzana z zainstalowanych na pokładzie wodorowych ogniw paliwowych. W marcu 2019 r. koncepcyjny pojazd został wyróżniony nagrodą czasopisma Busplaner, a w maju przedpremierowo 12 sztuk autobusów wodorowych Solaris zamówił przewoźnik z Bolzano. Premiera tego autobusu miała miejsce podczas wystawy UITP w Sztokholmie w czerwcu 2019 r.

## Eksploatacja

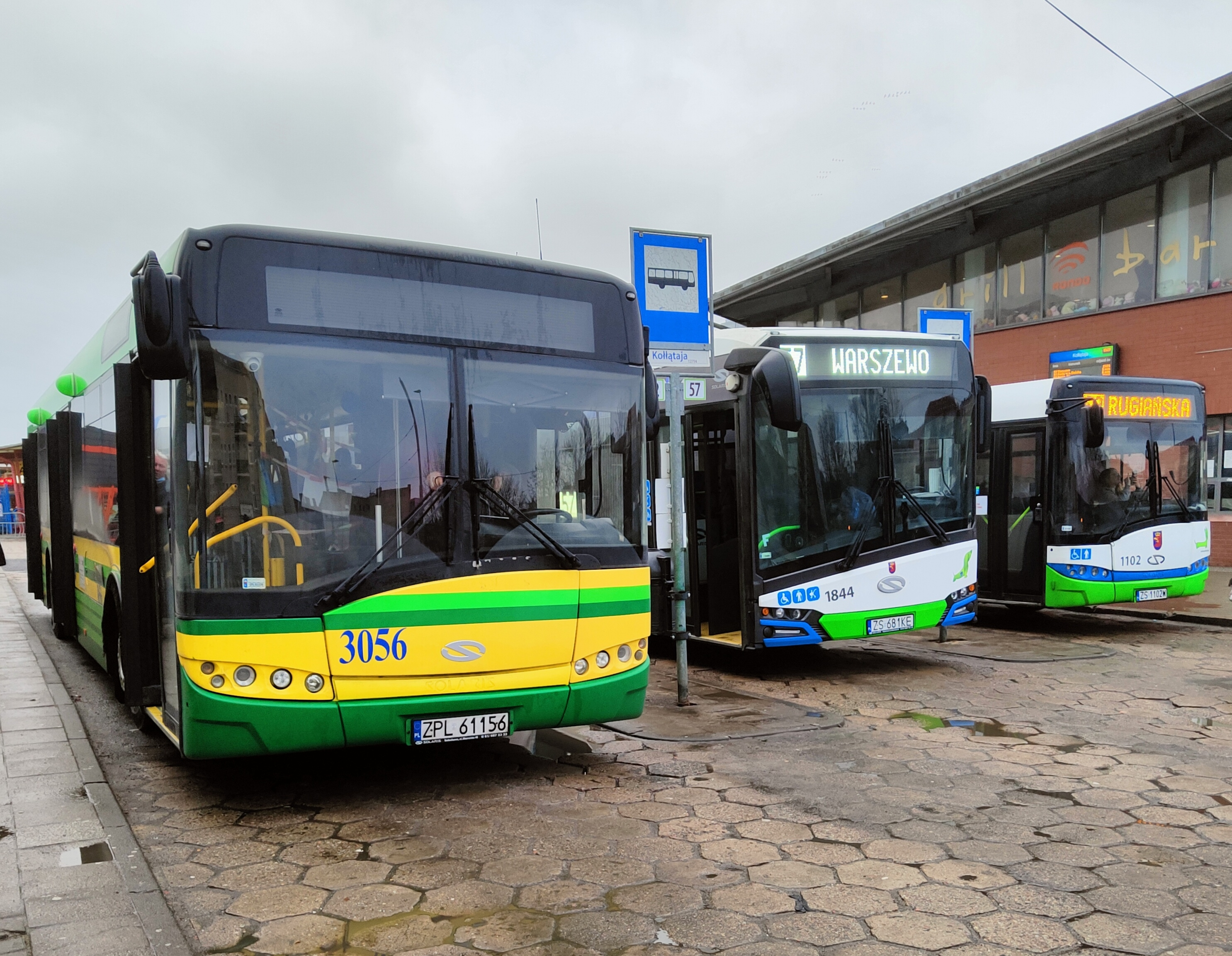
Solarisy Urbino 12 i Urbino 12 Hybrid w Szczecinie

Solaris Urbino 12 jest najpopularniejszym modelem autobusów produkowanym przez Solaris Bus & Coach. Autobusy Solaris Urbino 12 wyprodukowano w ilości kilku tysięcy sztuk. Większość pojazdów trafia na eksport (w 2017 r. wyniósł on 70% całej produkcji przedsiębiorstwa i od początku jej istnienia stale rośnie). Głównymi rynkami eksportowymi są Niemcy, Czechy, Francja oraz Włochy. Najbardziej oddalonym od Bolechowa miastem, gdzie eksploatowane jest Urbino 12, jest francuskie Saint-Denis na położonej na Oceanie Indyjskim wyspie Reunion. Autobusy Solaris Urbino 12 w największej liczbie egzemplarzy jeżdżą m.in. po ulicach Warszawy, Krakowa, Berlina, Dubaju oraz wielu innych europejskich stolic.
Na Ukrainie pierwsze Solarisy pojawiły się w 2018 roku kiedy zakupiono osiem używanych w Norwegii Urbino 12 w wersji CNG, które eksploatowano wcześniej w Trondheim. Autobusy te są na gaz i rozdysponowano w trzech przedsiębiorstwach Mira i K, ATP-14 630 i Fiakr Lwiw, skupionych w koncernie EkoPasTrans, które udzielają usług przewozowych we Lwowie. Kolejne używane autobusy Solaris Urbino 12 zaczęły trafiać na Ukrainę w 2022 roku jako dary w związku z rosyjską inwazją na ten kraj. Przekazane autobusy były wcześniej eksploatowane w MPK Kraków (6 sztuk), MPK Częstochowa (4 sztuki), MPK Inowrocław (2 sztuki), GAiT (2 sztuki), MPK Poznań (1 sztuka). Ogółem do czerwca 2022 roku trafiło dwadzieścia dziewięć autobusów używanych wcześniej w polskich miastach. Cztery częstochowskie i jeden krakowski Urbino 12 przekazano Chmielnickiemu, pozostałe trafiły do Lwowa. W dodatku litewskie miasto Kowno przekazało sześć używanych autobusów w marcu 2022 roku do Łucka.